# Ajutaja
Ajutaja (tajlandski: พระนครศรีอยุธยา), punog imena Fra Nahkon Si Ajutaja, je glavni grad istoimene provincije u centralnom području Tajlanda. Nalazi se na otoku na spoju tri rijeke: Čao Praja, Pasak i Lopburi, 70 kilometara sjevernije od Bangkoka.
Ime grada potječe od naziva indijskog grada Ayodhya, rodnog mjesta Rame po epu Ramajana (tajl. Ramakien). Ostali dijelovi službenog imena su titularni epiteti: fra znači "plemeniti" ili "kraljevski", nakhon znači "važni" ili "glavni", a sri na indijskom znači "sveti". 

## Povijest
U 14. stoljeću Ajutaja se nalazila blizu obale tajlandskog zaljeva, a riječni nanosi su zatrpavali morsku obalu koja je danas podosta udaljena. Tu je kralj Ramathibodi I. 1350. godine osnovao Ajutaju, koja je postala prijestolnicom istoimenog tajlandskog kraljevstva. U njoj je kraljevalo 33 kralja, uključujući neobičnog sijamskog kralja Rama IV. koji je vladao od 1851. – 68. godine.
Ajutaja je oko 1700. godine bila metropola Jugoistočne Azije s oko milijun stanovnika. Burmanska vojska je uništila ovaj grad 1767. godine i njegovi ostaci s velikim prangovima (tornjevi relikvija) i raskošnim samostanima, su upisani na UNESCO-ov popis mjesta svjetske baštine u Aziji i Oceaniji 1991. god.
Grad je počela istraživati Tajlandska likovna akademija 1956. godine, a "Povijesni park Ajutaje" je osnovan 1976. godine.

## Znamenitosti
Grad je podijeljen zavojem rijeke Čao Praja na čijem se otoku nalazi Stari grad, kanalom odvojen od Pa Saka na istoku i Klong Muanga na sjeveru. Od starih građevina najvažnije su:
- Vat Fanan Čoeng (วัดพนัญเชิงวรวิหาร) iz 14. st. ima unutra jednu od najvećih skulptura Bude na svijetu
- Vat Futai Savan (วัดพุทไธศวรรย์) je u 14. st. bio privremena rezidencija Ramathibodija I.
- Vang Luang (วังหลวง, "Stara palača") je bila rezidencijom tajlandskih kraljeva
- Vat Na Fra Men (วัดหน้าพระเมรุราชิการาม, "Hram kremiranja") je hram iz 13. stoljeća na suprotnoj obali rijeke Lopburi, a obnovljen je u 15. i 17. stoljeću. U njoj se nalazi 5.20 m visoka zlatna skulptura sjedećeg Bude.
- Vat Jai Čai Mongkon (วัดใหญ่ชัยมงคล)) iz 1357. godine ima 80 m visok chedi
- Ispred hrama Vat Lokaja Sutharama nalazi se 42 m duga skulptura Bude isklesana iz mjesnog monolita
- Vat Mahathat (วัด มหาธาตุ พระนครศรีอยุธยา, "Hram velike i presvete relikvije") je izgrađen 1374. godine kada je vladao kralj Boroma Radschathirat I.
- Vat Fu Khao Tong (วัด ภูเขาทอง, "Hram zlatne planine") je hram okji je 1387. godine izgradio kralj Ramesuan, a 80 m visok chedi (stupa) dao je izgraditi burmanski kralj Bayinnaung 1569. godine.
- Vat Ratčaburana (วัด ราช บุรณะ พระนครศรีอยุธยา) je hram koji je dao izgraditi Borommaracha II. (v. 1424. – 48.) s kriptom u kojoj su pronađeni mnoggi predmeti od zlata, između ostalog "klečeči slon" koji se danas nalazi u Nacionalnom muzeju Chao Sam Phraya.
- Vat Fra Si Sanfet (วัดพระศรีสรรเพชญ) je budistički hram iz 15. stoljeća s visokim prangovima koji je ime dobio po 16 m visokoj pozlaćenoj skulpturi Bude
- Palača Čandra Kasem (พระราชวัง จันทร เกษม, "Palača sretnog mjeseca") iz 1577. godine je izgrađena za vladavine kralja Maha Thammaracha za njegovog sina Naresuana Velikog
- Vat Čai Vathanaram (วัดไชยวัฒนาราม, "Hram duge i slavne ere") je budistički hram koji je izgradio kralj Prasat Thong 1630. godine. On ima središnju platformu s po četiri manja pranga, okruženu s osam chedi kapela i zidom sa 120 sjedećih Buda, oslikanih crnom i zlatnom bojom.
- Vat Fra Ram (วัดพระราม, "Hram svetog Rama", slika desno), osnovam 1369. godine, obnovljen je za kralja Borommakot od 1741. – 42. god.
- Vat Suvan Dararam (วัดสุวรรณดารารามราชวรวิหาร) je stariji hram koji je obnovljen kada je vladao kralj Puttha Yotfa Chulaloke (1782. – 1809.).

- Vat Fanan Čoeng
- Vat Futai Savan
- Rekonstrukcija Stare palače u parku Mueng Boran ("Stari Tajland")
- Vat Na Fra Men
- Vat Jai Čai Mongkon
- Glava Bude zarasla u korijenje ispred Vat Mahathata
- Ležeći Buda ispred Vat Lokaja Sutharama
- Vat Fu Khao Tong
- Vat Ratčaburana
- Palača Čandra Kasem
- Vat Čai Vathanaram
- Vat Suvan Dararam

## Vanjske poveznice
- Stranice općine Ajutaja (tajl.)
- Video svjetske baštine Ajutaje (engl.)
- Panografije Ajutaje na Patrimonium-mundi.com  Arhivirana inačica izvorne stranice od 2. srpnja 2011. (Wayback Machine)